# 인티그리티 (운영체제)
인티그리티(Integrity)와 INTEGRITY-178B는 그린 힐스 소프트웨어가 개발하고 마케팅한 실시간 운영체제(RTOS)들이다.

## INTEGRITY
INTEGRITY는 POSIX 인증을 받았으며 32비트 또는 64비트의 임베디드 시스템에 사용할 목적으로 만들어졌다. 지원되는 컴퓨터 구조는 다음과 같다: ARM 아키텍처, 블랙핀, 콜드파이어, MIPS 아키텍처, 파워PC, XScale, x86. INTEGRITY는 wolfSSL 등의 SSL/TLS 라이브러리에 의해 지원을 받는다.

## INTEGRITY-178B
INTEGRITY-178B는 INTEGRITY의 DO-178B 준수 버전이다. B-2, F-16, F-22, F-35, 그리고 상용 항공기 에어버스 A380 등 수많은 군용 제트키에 사용된다.

## 지원 프로세서 아키텍처
- 파워PC/파워 ISA
- AMD 및 인텔: x86
- ARM 홀딩스: ARM
- MIPS